# Jardins familiaux
Ne doit pas être confondu avec Jardin communautaire.

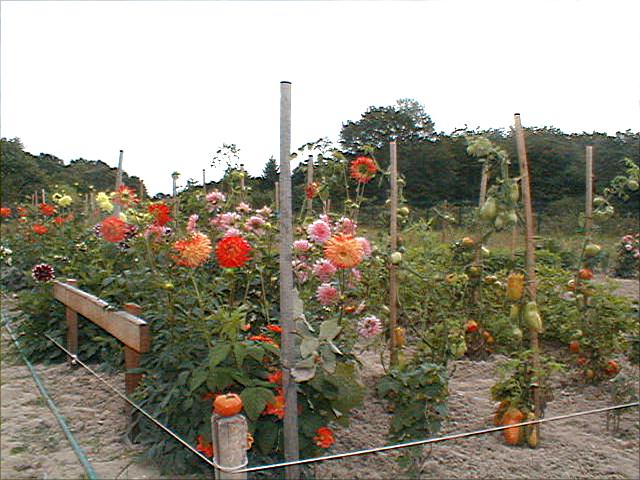
Jardins familiaux de Samois-sur-Seine.

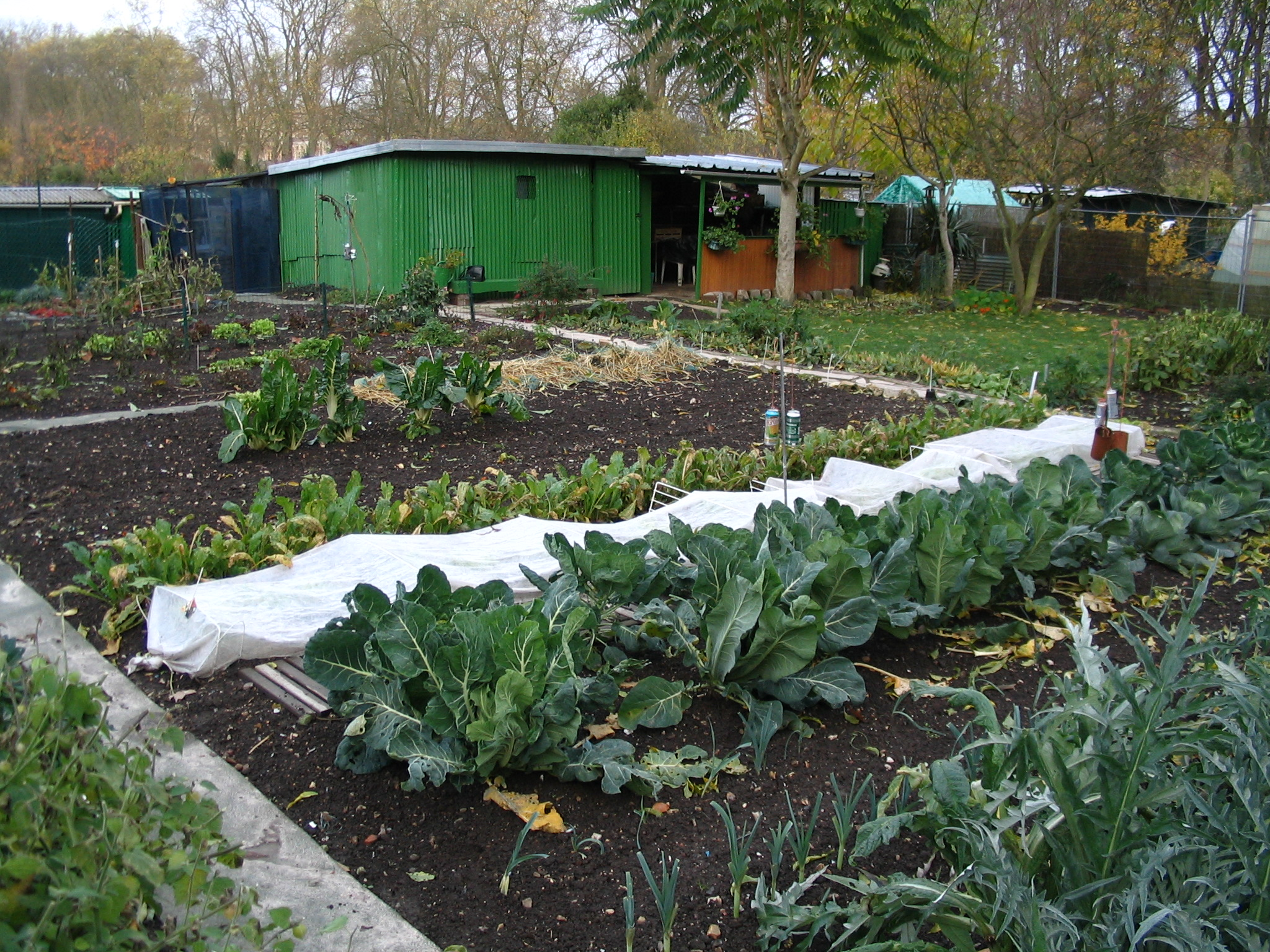
Jardins familiaux de Versailles.

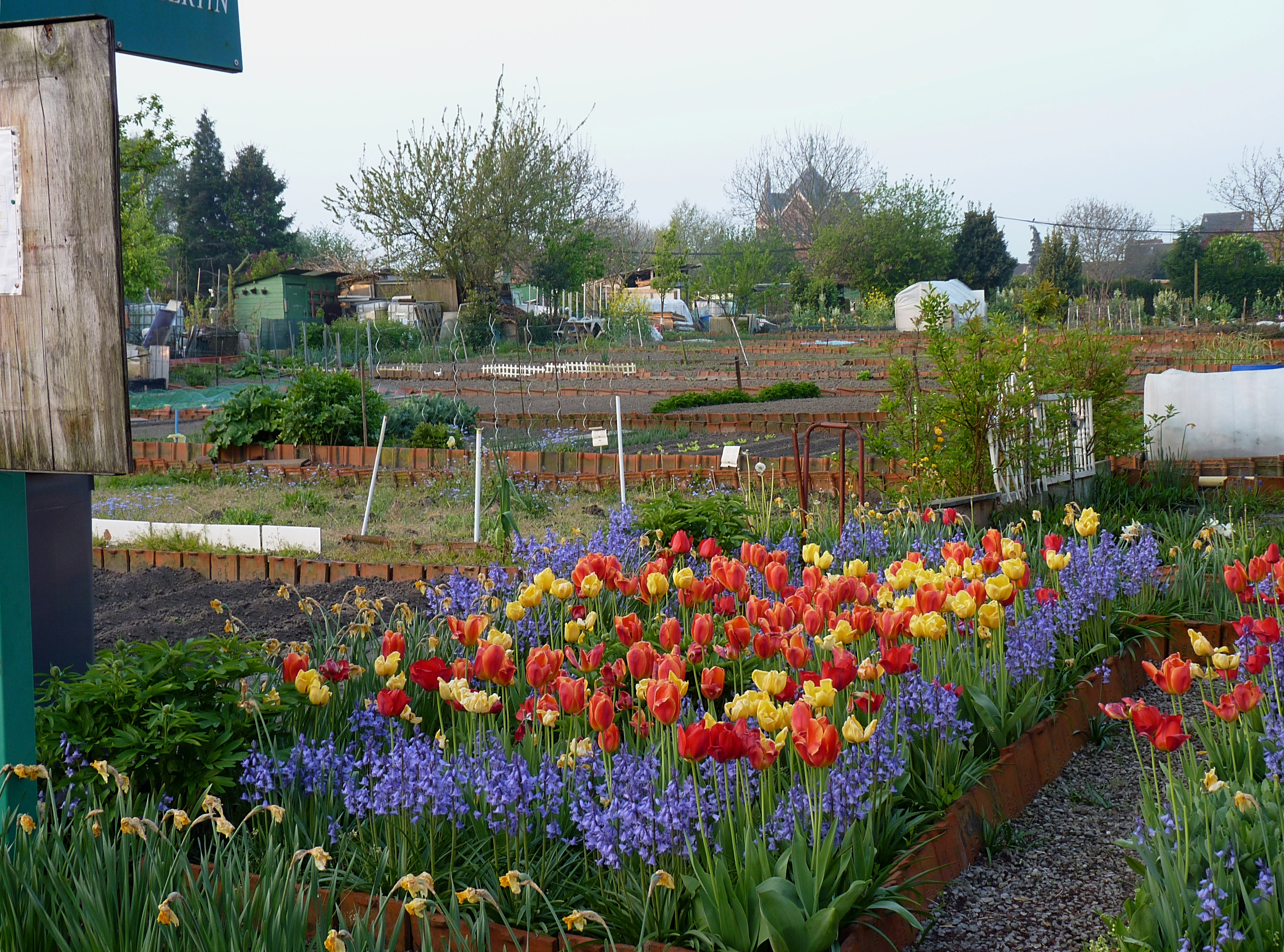
Jardins familiaux de Tourcoing.

Les jardins familiaux, ou jardins ouvriers, apparus à la fin du XIXe siècle, sont des parcelles de terrain mises à la disposition des habitants par les municipalités. Ces parcelles, affectées le plus souvent à la culture potagère, sont initialement destinées à améliorer les conditions de vie des ouvriers en leur procurant un équilibre social et une autosubsistance alimentaire.
En France, les jardins ouvriers prennent dans le langage officiel (pas dans le langage courant) l'appellation de jardins familiaux après la Seconde Guerre mondiale.
Aujourd'hui, ils bénéficient d'un regain d'intérêt en contribuant à créer à proximité des villes des « oasis de verdure » qui sont utiles face à la menace du réchauffement climatique. Ils répondent aussi aux préoccupations actuelles de produire localement des légumes par des catégories de population à faibles revenus et participent à créer du « lien social » dans les zones urbanisées.

## Historique

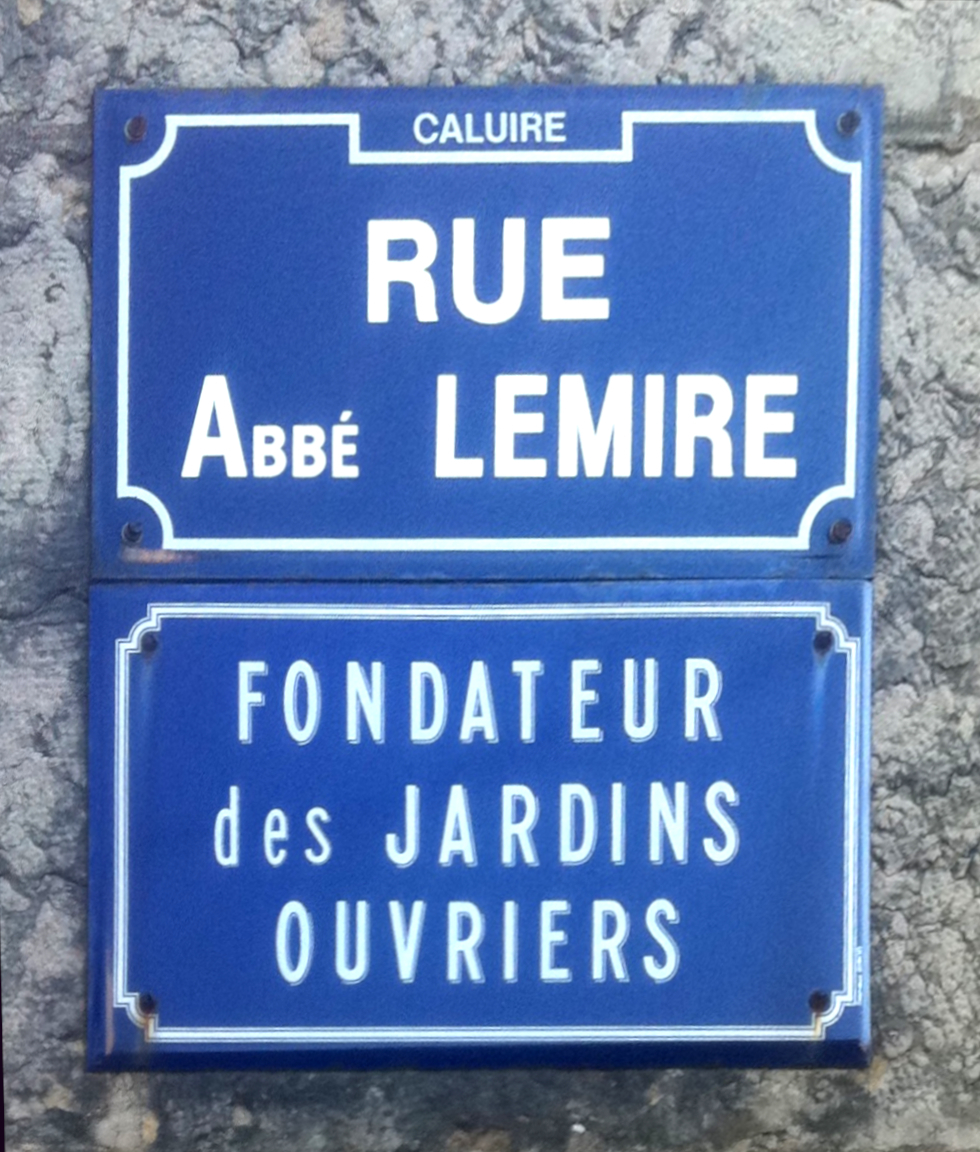
Rue Abbé-Lemire, à Caluire-et-Cuire.

C'est au cours des guerres napoléoniennes que l'on commence à parler en Angleterre d'« allotments » ou terres allouées aux ouvriers. Pour les uns il fallait 2 000 m2, pour d'autres, moitié moins. Mais tout le monde était d'accord sur le rôle important des jardins. En France, loué ou cédé, le terrain attachait l'ouvrier à son usine et le maintenait loin du cabaret. S'ils revêtaient un caractère paternaliste, les jardins ouvriers ont séduit parce qu'ils correspondaient à un besoin réel.
En Allemagne, dès la seconde moitié du XIXe siècle, le médecin et pédagogue Moritz Schreber commence à promouvoir l'idée des jardins ouvriers dans la lignée de ses travaux sur la santé publique.

En France, la fondatrice des jardins familiaux est Félicie Hervieu qui développe une approche similaire à Sedan en 1889. Elle a elle-même des émules en la personne du Père Volpette à Saint-Étienne et trouve un écho dans la presse. C'est elle qui transmet l'idée à l'abbé Lemire, homme politique influent et prêtre du diocèse de Cambrai (le diocèse de Lille n'existait pas à cette époque), député-maire chrétien  d'Hazebrouck en Flandre française (Nord). Il crée ensuite les conditions de développement des jardins ouvriers, dans le but d'améliorer la situation des familles ouvrières. Ces espaces verts doivent leur permettre de compenser l'effet néfaste des usines et des logements insalubres dans lesquels ils vivent.

« Les jardins ouvriers professent une vocation sociale et défendent un certain ordre social : s'ils permettent aux ouvriers d'échapper à leur taudis en profitant d'un air plus respirable, ils les éloignent aussi des cabarets et encouragent les activités familiales au sein de ces espaces verts.[réf. nécessaire] »

L'abbé Lemire fonde la Ligue française du Coin de Terre et du Foyer en 1896, afin de rendre l'accès aux parcelles plus aisé pour ses administrés. En 1921, la Ligue devient la Fédération nationale des jardins ouvriers.
Jean-Claude Levy, historien-géographe, spécialiste d'écologie urbaine, estime « qu'au delà des jardins ouvriers familiaux, pédagogiques, etc., c'est toute la question de l'activité agricole et horticole et de la place de celle-ci dans la ville qui se profile, avec des enjeux de production culturelle, ludique, patrimoniale et marchande, assortis de contraintes de mobilité pratique, de mixité sociale ». Il note « la tension entre la production d'un espace public à partir de logiques individuelles en prise à la mise en œuvre d'un jardin potager, et la production d'un espace public urbain exécuté à une autre échelle à partir de logiques institutionnelles : à l'échelle des jardins, les logiques culturelles, ethniques, communautaires paraissent secondaires dans la production de l'espace public, mais elles tendent à réapparaître à l'échelle de l'espace public urbain… Nous ne sommes plus dans la problématique de l'espace vert, ou de la nature en ville, mais dans l'interrogation posée par l'écologie à la société dans ce que cette dernière à de plus difficile à gérer aujourd'hui : le rapport entre l'individuel et le collectif que la préservation de la nature tend à modifier ».

## Motivations et intérêt économique
Les motivations des familles qui entretiennent des jardins familiaux sont diverses et ont évolué au cours du temps. Pendant les périodes de pénurie, notamment pendant les guerres, ils ont permis d'assurer une production alimentaire complémentaire. Plus récemment c'est le plaisir de produire soi-même des fruits et des légumes. Pour les habitants des villes (ou des zones périurbaines) et très récemment du fait du confinement imposé par la crise du Covid-19 cela peut être le besoin de faire de l'exercice physique et de passer du temps à l'extérieur, surtout pour des populations plus jeunes. Dans tous les cas, l'intérêt économique est présent et réel. En 2018 une étude a été réalisée en France pour essayer d'évaluer cet intérêt. Cette étude a permis de faire une première évaluation de ces motivations.
En ce qui concerne précisément l’intérêt économique, il varie selon les espèces cultivées. Il est particulièrement élevé pour les plantes aromatiques et les petits fruits rouges. Les fruits et légumes peuvent être très rentables chez les jardiniers confirmés. Sans tenir compte du temps passé, en prenant en compte les dépenses engagées (qui fluctuent selon la taille du jardin, les investissements réalisées et les pratiques…) et en estimant la valeur des récoltes sur la base des prix moyens du commerce bio en haute saison, les économies réalisées peuvent varier très fortement de 400 € à plus de 2000 €, mais sont en moyenne proches de 1 500 € par an. Comme plusieurs jardiniers l’ont dit : « mon jardin potager c’est mon 13e mois »,,.

## Évolution

### Allemagne

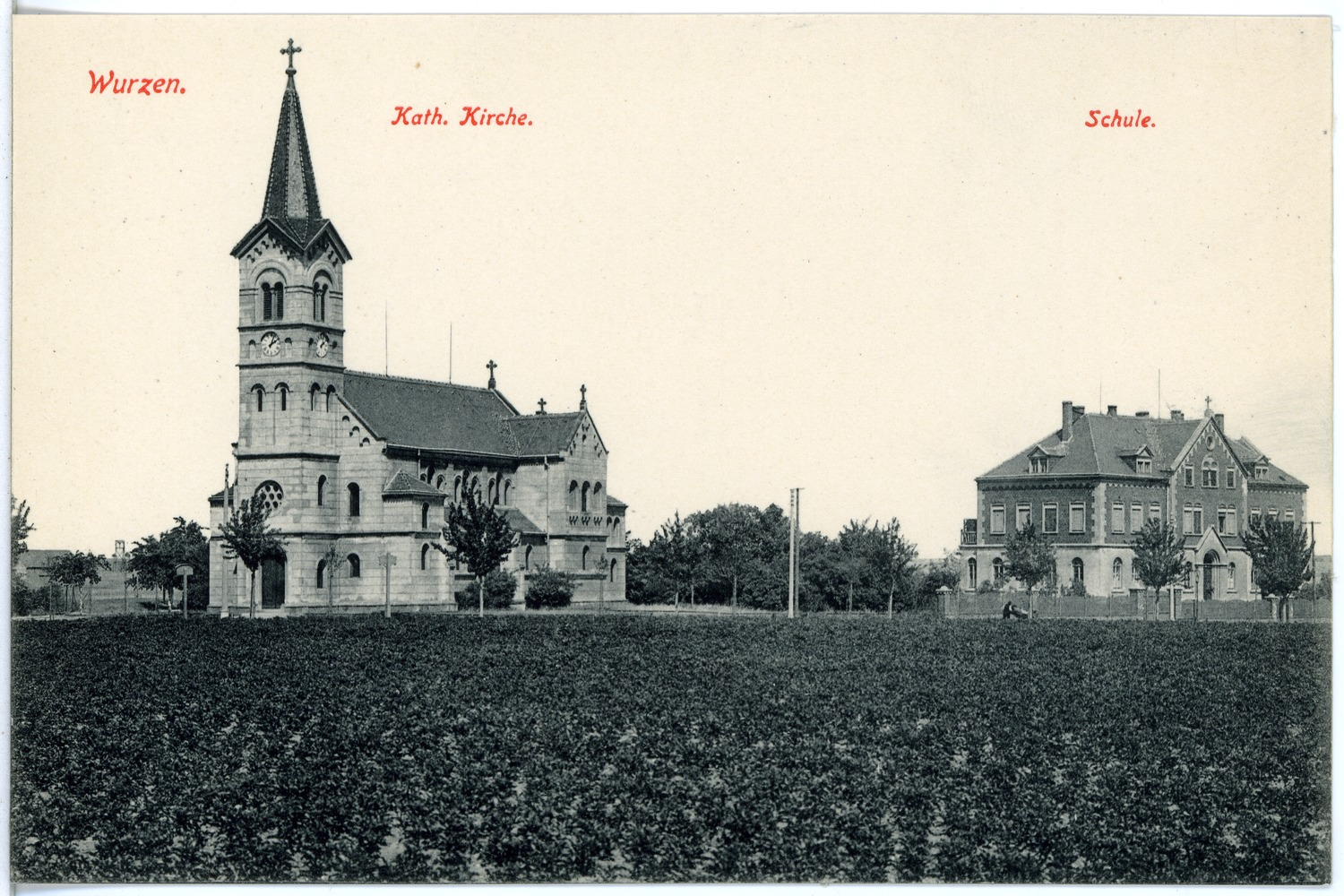
Potagers et église catholique à Wurzen (Saxe), carte postale allemande, 1915.

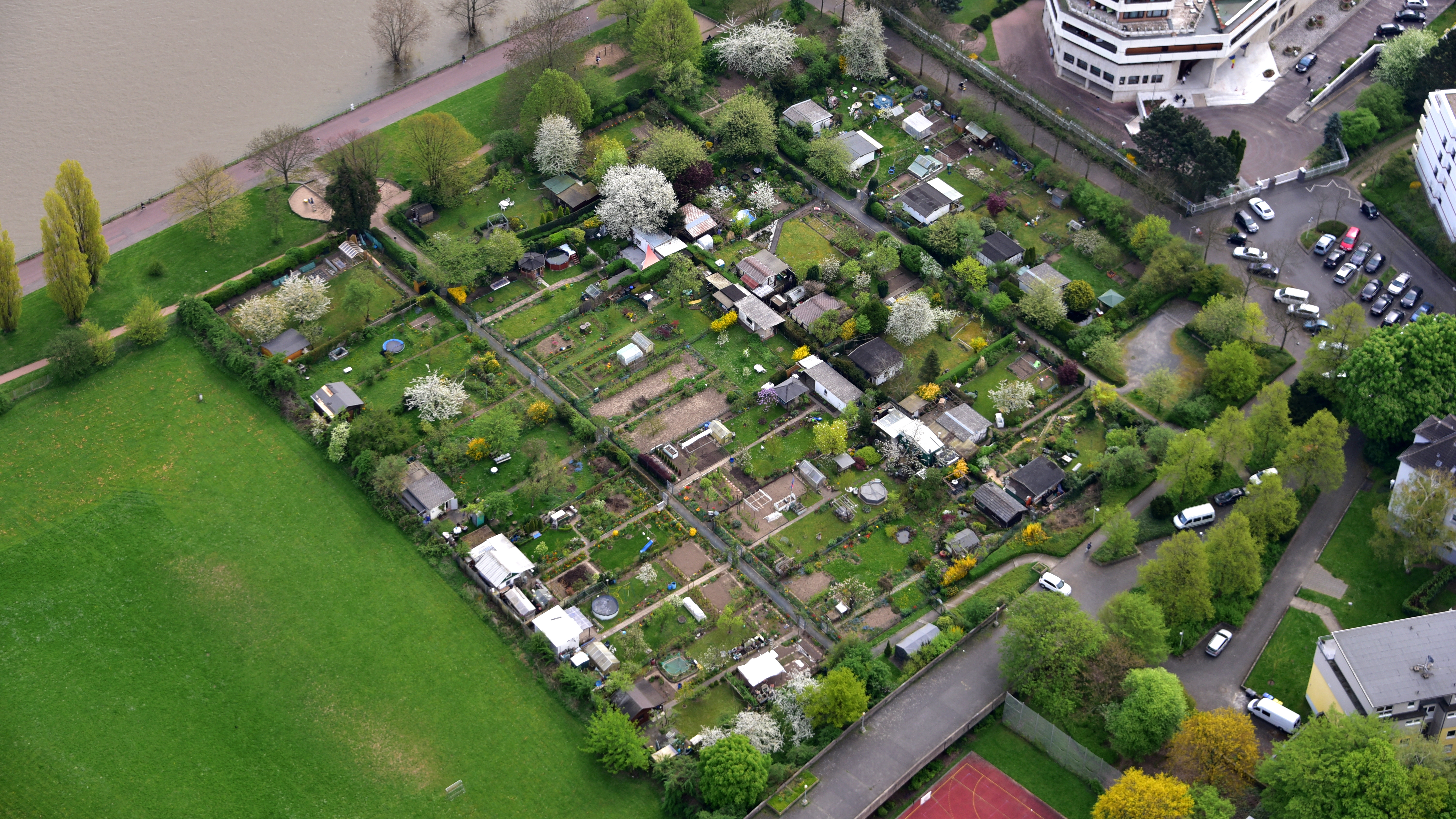
Schrebergarten près de Bonn, photographie aérienne, 2016.

En Allemagne, dès la seconde moitié du XIXe siècle le médecin et pédagogue Moritz Schreber commence à promouvoir l'idée des jardins ouvriers dans la lignée de ses travaux sur la santé publique. L'idée est de permettre aux ouvriers de se détendre tant par la pratique du jardinage que par la jouissance d'un environnement sain et reposant. De plus la culture de fruits et de légumes destinés à la consommation directe est censée améliorer l'alimentation des travailleurs.
Ce n'est pourtant que trois ans après sa mort, en 1864, que son beau fils, Ernst Innozenz Hauschild (de), fonde dans les environs de Leipzig une aire de jeux à destination d'enfants défavorisés. En hommage à son beau-père, il la nomme Schreberplatz (place Schreber). Rapidement les parents prennent à leur tour possession de l'espace et commencent à le cultiver. Sous le nom de Schrebergarten (littéralement : jardin de Schreber), les jardins ouvriers se développent alors rapidement dans toute l'Allemagne et en particulier dans les régions industrielles comme le Ruhrgebiet, région minière par excellence. Ces jardins sont souvent entretenus collectivement par les ouvriers, formant ainsi de petites communautés qui alimentent le lien social.

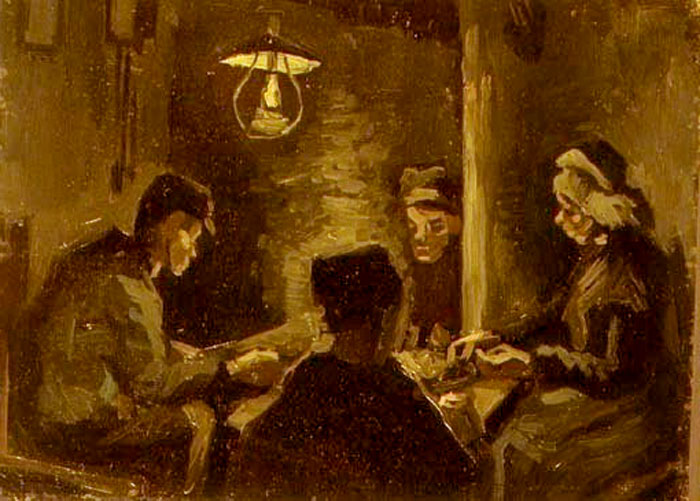
Étude pour Les Mangeurs de pommes de terre par Vincent van Gogh, 1885.

Aujourd'hui, les Schrebergarten sont, en Allemagne, une véritable institution avec des règles strictes (hauteur des haies, surface des cabanes et des espaces cultivés…), des concours du plus beau Schrebergarten, et ses règles d'attribution.

### Belgique
En Belgique, il existe des « jardins sociaux » gérés par des ASBL ou des services publics dont le but est de créer du lien social,.

### France

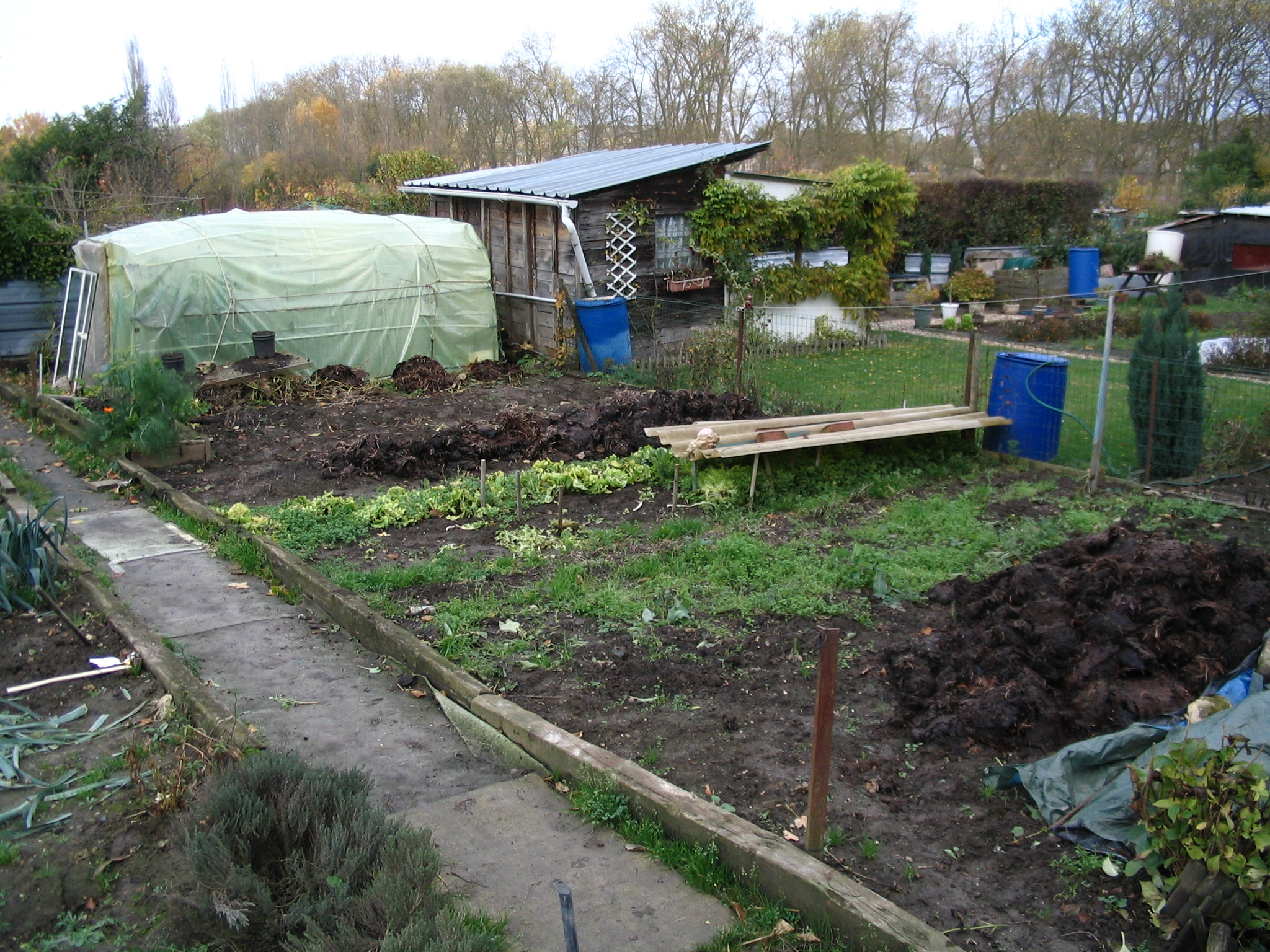
Jardins familiaux à Versailles.

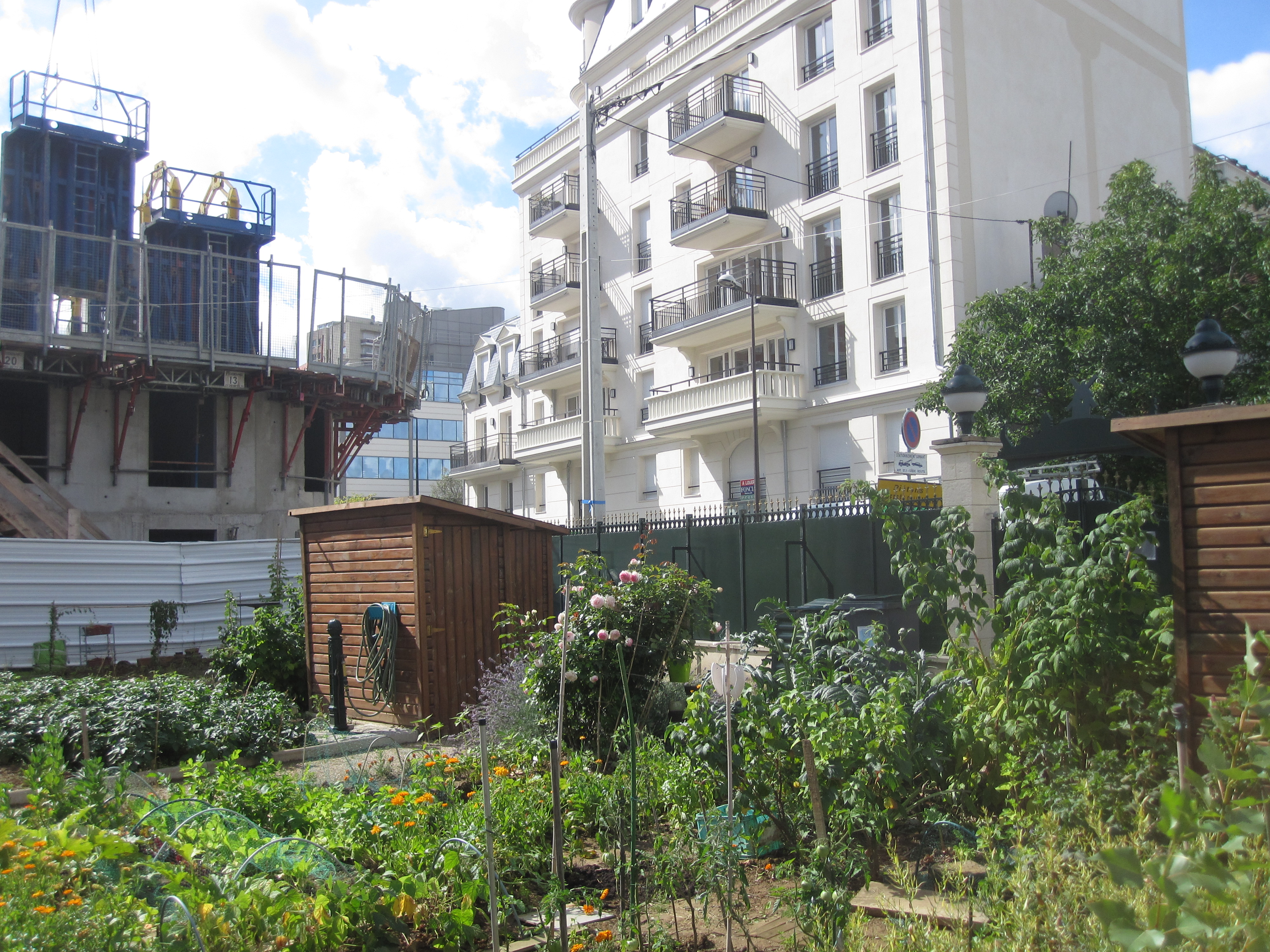
Jardins potagers familiaux en ville.

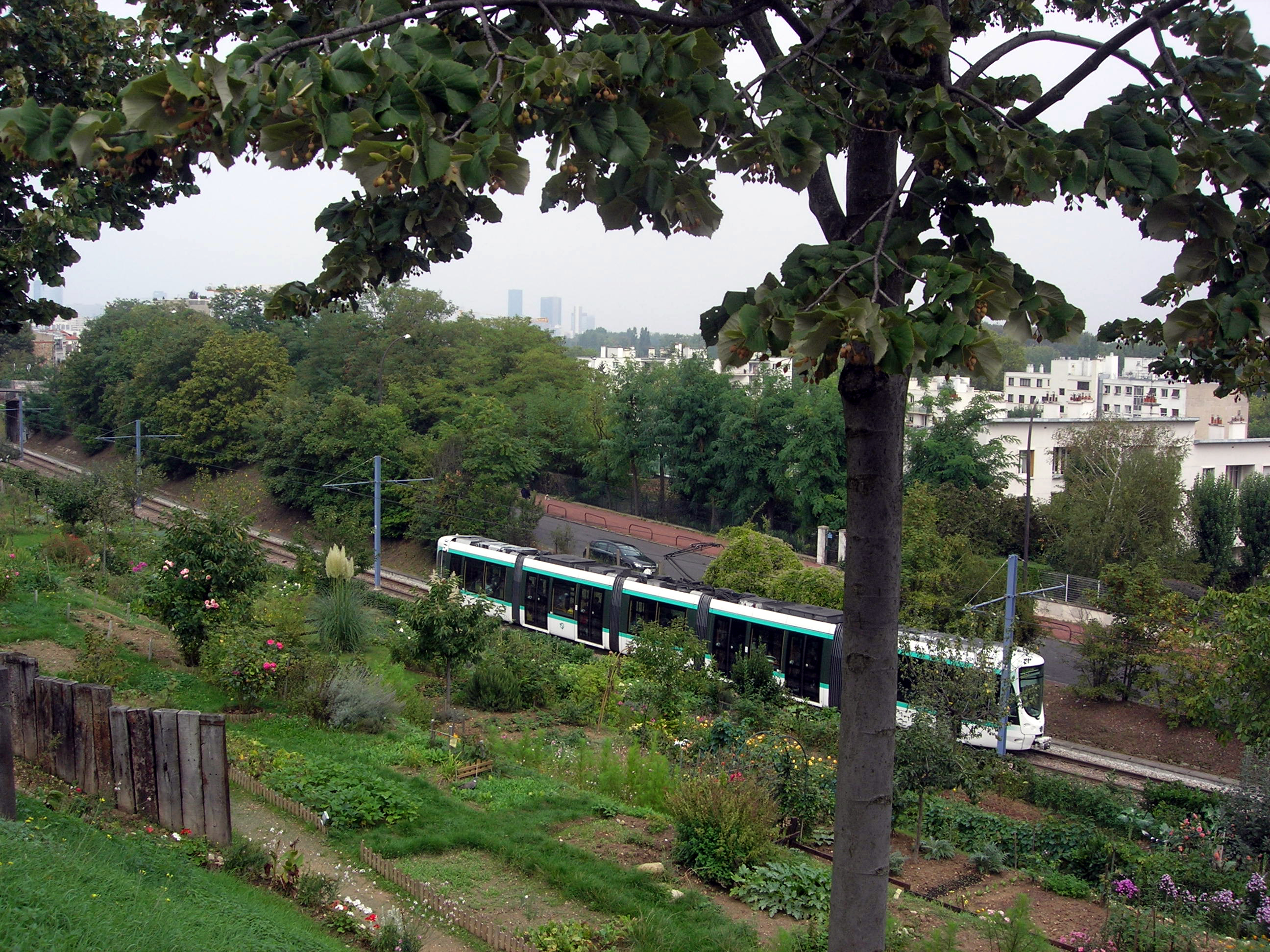
Jardin ouvrier à Saint-Cloud.

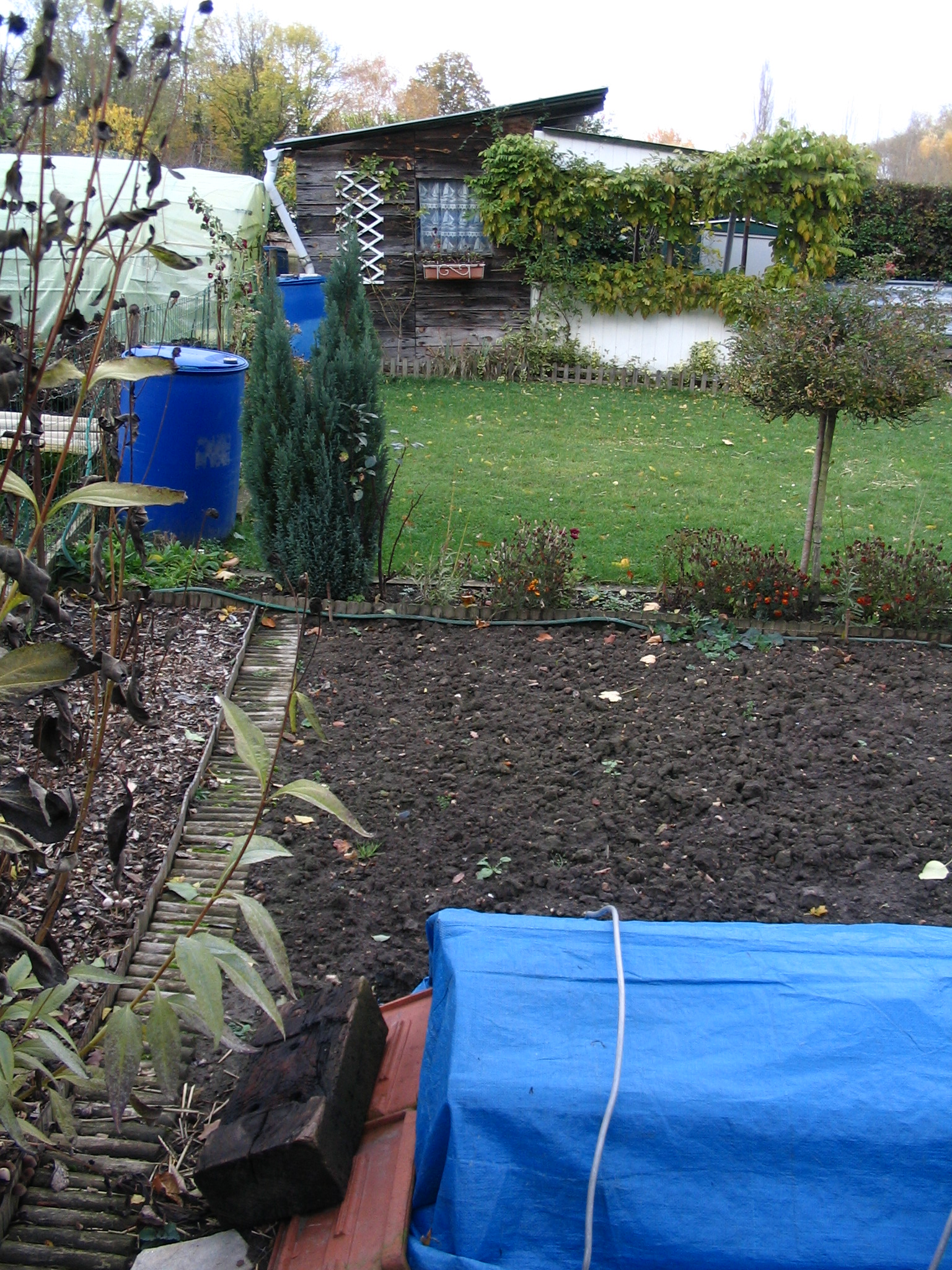
Jardins familiaux à Versailles.

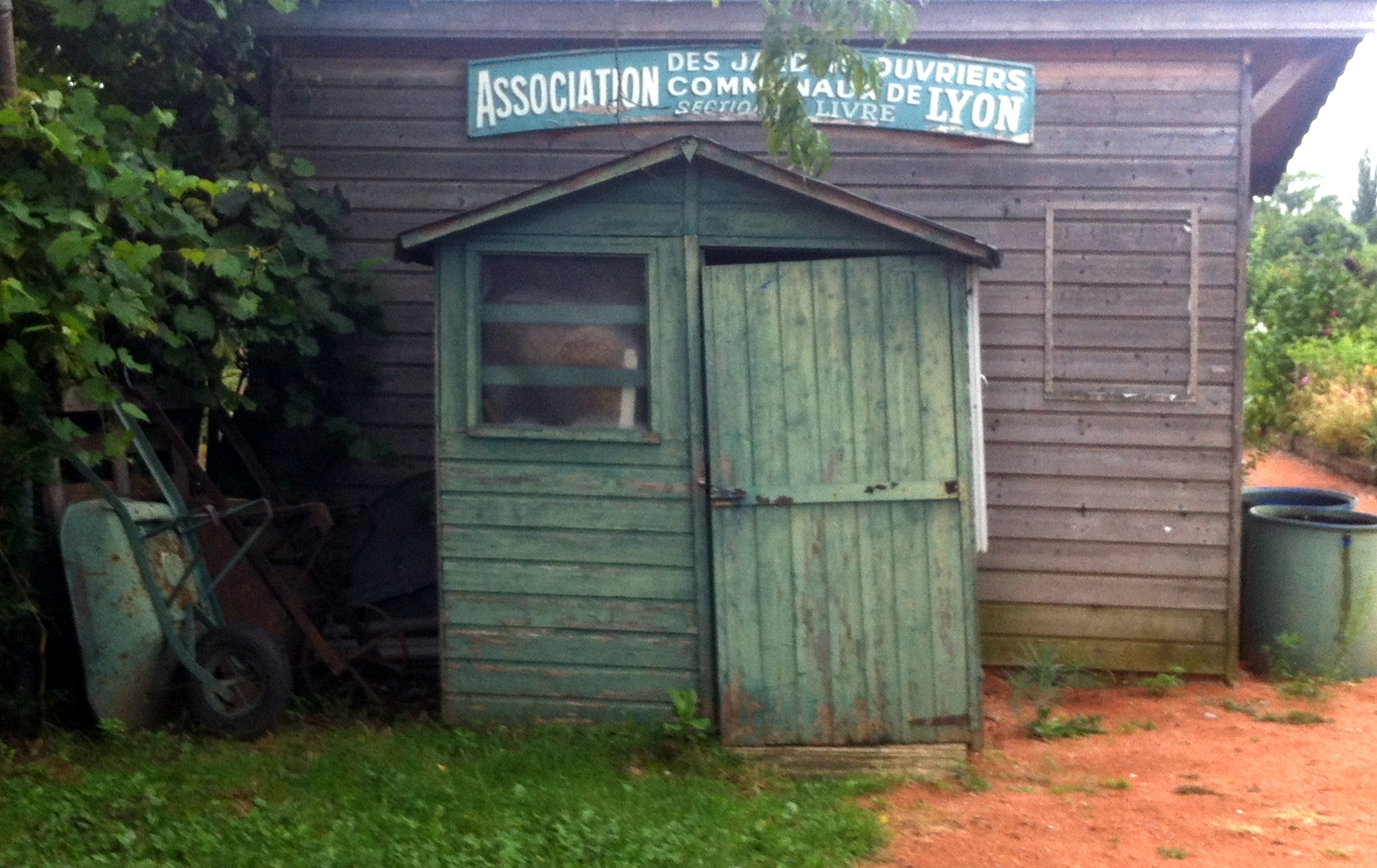
Association des jardins ouvriers communaux de Lyon, section livre.

Les premiers jardins ouvriers sont sans doute créés à Sedan, dans les Ardennes, par Félicie Hervieu, devançant l'abbé Lemire. Autour de cette initiative, une organisation se constitue en 1893, sous le nom d'œuvre de la reconstitution de la famille. Elle regroupe alors 145 personnes de 27 familles. Cinq ans plus tard, cette organisation rassemble 530 personnes de 125 familles. Une de ses particularités est qu'elle est exclusivement dirigée par des femmes. C'est la lecture d'un article sur l'expérience de madame Hervieu dans le quotidien Le Temps qui donne l'idée au Père Volpette de développer la même initiative à Saint-Étienne en 1895. L'idée se répand ensuite en France.
En 1904, il n'existe que 48 jardins ouvriers en région parisienne pour 3,5 millions d'habitants. Par le biais de la Société des jardins ouvriers de Paris et banlieue, leur multiplication est favorisée. En 1913, la région parisienne en possède 1 515, dont la moitié est implantée en banlieue.
Les deux guerres mondiales provoquent la mise en potagers de nombreux parcs et parcelles historiques. En 1942, pour permettre aux personnels de la SNCF de jardiner sont créées les "Jardins du cheminot". À la fin de la Seconde Guerre mondiale, on compte 250 000 jardins ouvriers en France.
En 2001, les Annales des Mines rapportent : « En 1993, la LFCTF dénombre quelque 120 000 jardins associatifs sur 750 implantations en France, implantations majoritaires dans le Nord du pays et en Île-de-France. Seules 30 % de ces réalisations sont postérieures à 1980, soit seulement 36 000. »
La loi du 26 juillet 1952 retient l'expression de « jardins familiaux ». Le cadre légal est défini par le Code rural et de la pêche maritime : les jardins familiaux doivent être gérés par des associations loi de 1901.
Le 15 octobre 2003, une proposition de loi relative aux jardins collectifs est examinée par le Sénat. L’examen du texte ravit visiblement les sénateurs qui se succèdent à la tribune pour vanter avec lyrisme les mérites de ces jardins lancés il y a plus d’un siècle :
- « La poésie du béton et de l’asphalte n’attire plus guère les foules. Le monde se minéralise, s’atomise, s’informatise, et les Français se tournent de plus en plus vers le monde du vivant : les jardins, la forêt, la campagne. Il suffit d’une fleur et d’un jardin autour pour embaumer les heures et colorer les jours […] » (Christian Cointat, membre de la Délégation parlementaire pour l'Union européenne (UMP)) ;
- « Voyant dans ces jardins collectifs, l’antidote au mal des villes […] » (Jean-Pierre Sueur, sénateur du Loiret (PS)) ;
- « Nous parlons des fleurs et des fruits, de la ville et de la beauté, de l’insertion de tous. Celui qui bêche, sème, arrose et entretient devient acteur modeste, mais à part entière de l’application française du protocole de Carthagène sur la biodiversité » (Marie-Christine Blandin, sénateur du Nord - Pas-de-Calais (les Verts)) ;
- « Les jardins familiaux, qu’ils soient d’insertion ou partagés sont source d’équilibre social, facteurs de vie locale et de cadre de vie […] » (Tokia Saïfi, député européen (PPE, Parti populaire européen)).

La proposition de loi propose de rédiger l'article L.561-1 du code rural ainsi :

« L’appellation “jardins collectifs” fait référence aux jardins familiaux, aux jardins d’insertion et aux jardins partagés […]. On entend par jardins familiaux les terrains divisés en parcelles, affectées par les collectivités territoriales ou par les associations de jardins familiaux à des particuliers y pratiquant le jardinage pour leurs propres besoins et ceux de leur famille à l’exclusion de tout usage commercial. »

Cette proposition de loi n'a pas abouti.
Contrairement à l’Allemagne, les jardins familiaux conservent en France l’image dépréciée des jardins ouvriers. Malgré l’intérêt croissant qu’ils suscitent auprès des classes moyennes et supérieures, séduites par la convivialité de ces espaces naturels, les jardins familiaux souffrent de l’absence d’un cadre législatif adapté.
Dans de nombreuses localités, lorsqu’ils existent, ils sont relégués dans des zones marginales (bords d’autoroutes, de voies ferrées, de zones industrielles…) impropres à toute autre utilisation. Ces implantations posent des problèmes d’accès, de sécurité et sont souvent dépourvues de réseaux d’eau et parfois pollués.
Ceux qui bénéficient de meilleures implantations ne sont pas à l’abri d’opérations immobilières convoitant leurs terrains. Dans ce cas, ni l’antériorité des jardins, ni leur intérêt social et environnemental, ni le travail réalisé sur le site ne résistent à la spéculation.
Créé en février 2007, le Conseil national des jardins collectifs et familiaux (CNJCF) a pour but d'encourager et de promouvoir leur développement, la protection du patrimoine végétal et de la biodiversité, un jardinage respectueux de l'environnement et défend ses positions auprès des pouvoirs publics et des autres institutions. Le CNJCF fédère aujourd'hui[Quand ?] près de 135 000 adhérents, composant les trois associations fondatrices : la Société nationale d'horticulture de France (SNHF), la Fédération nationale des jardins familiaux et collectifs (FNJFC) et le Jardinot.

#### Les critères d'affectation

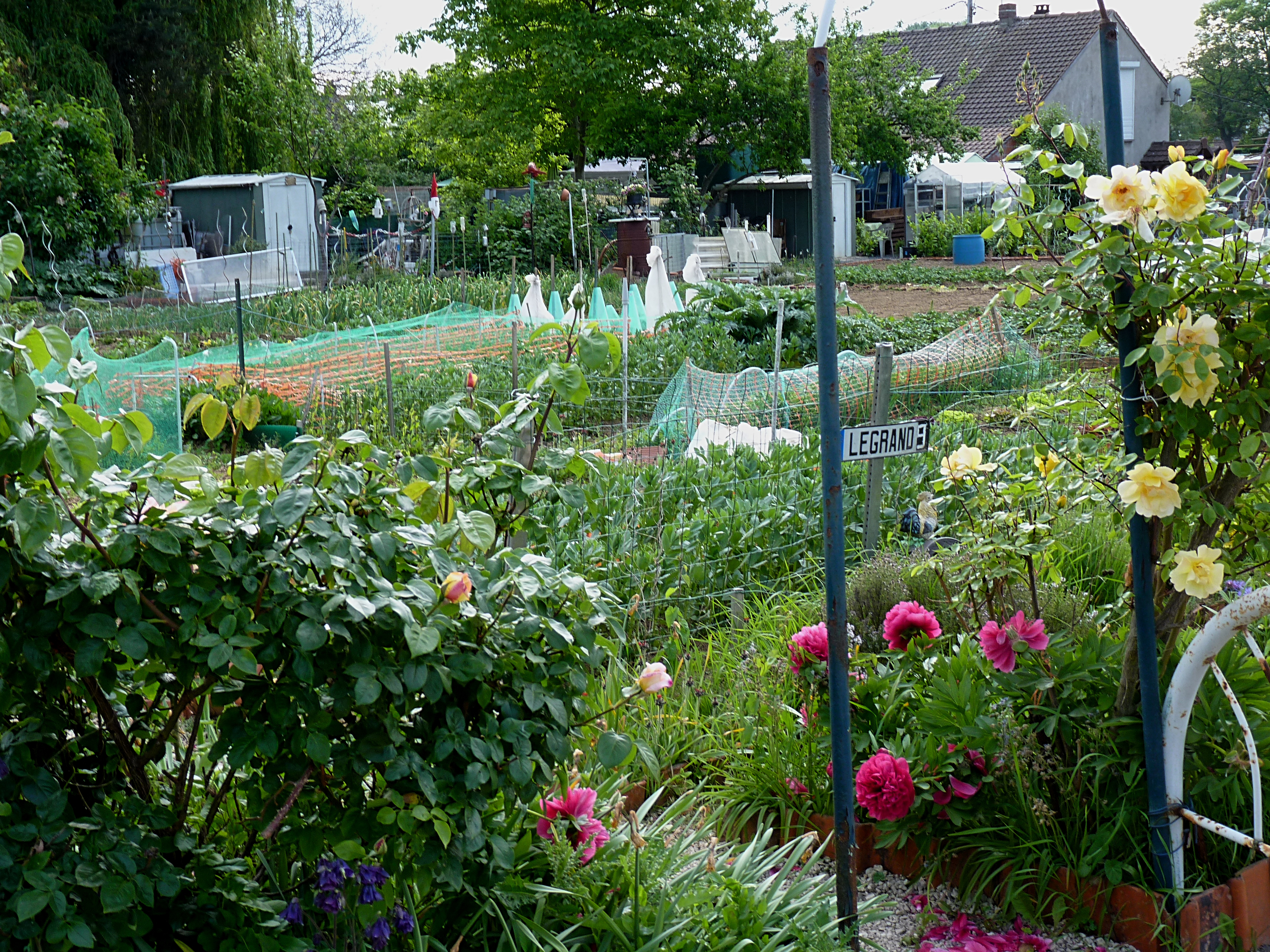
Jardins familiaux à Wattrelos.

Différents modes de gestion existent. Les parcelles de jardins familiaux peuvent être gérées par des collectivités locales ou par des associations privées puis affectées à des particuliers pour leur propre production.
Les critères généralement retenus sont l'appartenance à la commune, la mixité sociale, la proximité géographique (le jardin demande un entretien régulier y compris en semaine). L'usage commercial est exclu. La demande étant largement supérieure à l'offre, les délais d'obtention d'un jardin peuvent atteindre plusieurs années.
Selon l'article L.561-1 du code rural et de la pêche maritime :

« Les associations de jardins ouvriers, qui ont pour but de rechercher, aménager et répartir des terrains pour mettre à la disposition du chef de famille, comme tel, en dehors de tout autre considération, les parcelles de terre que leurs exploitants cultivent personnellement, en vue de subvenir aux besoins de leur foyer, à l'exclusion de tout usage commercial, doivent se constituer sous la forme d'associations déclarées ou reconnues d'utilité publique conformément à la loi du 1er juillet 1901. »

#### Actions incitatives en faveur des jardins familiaux

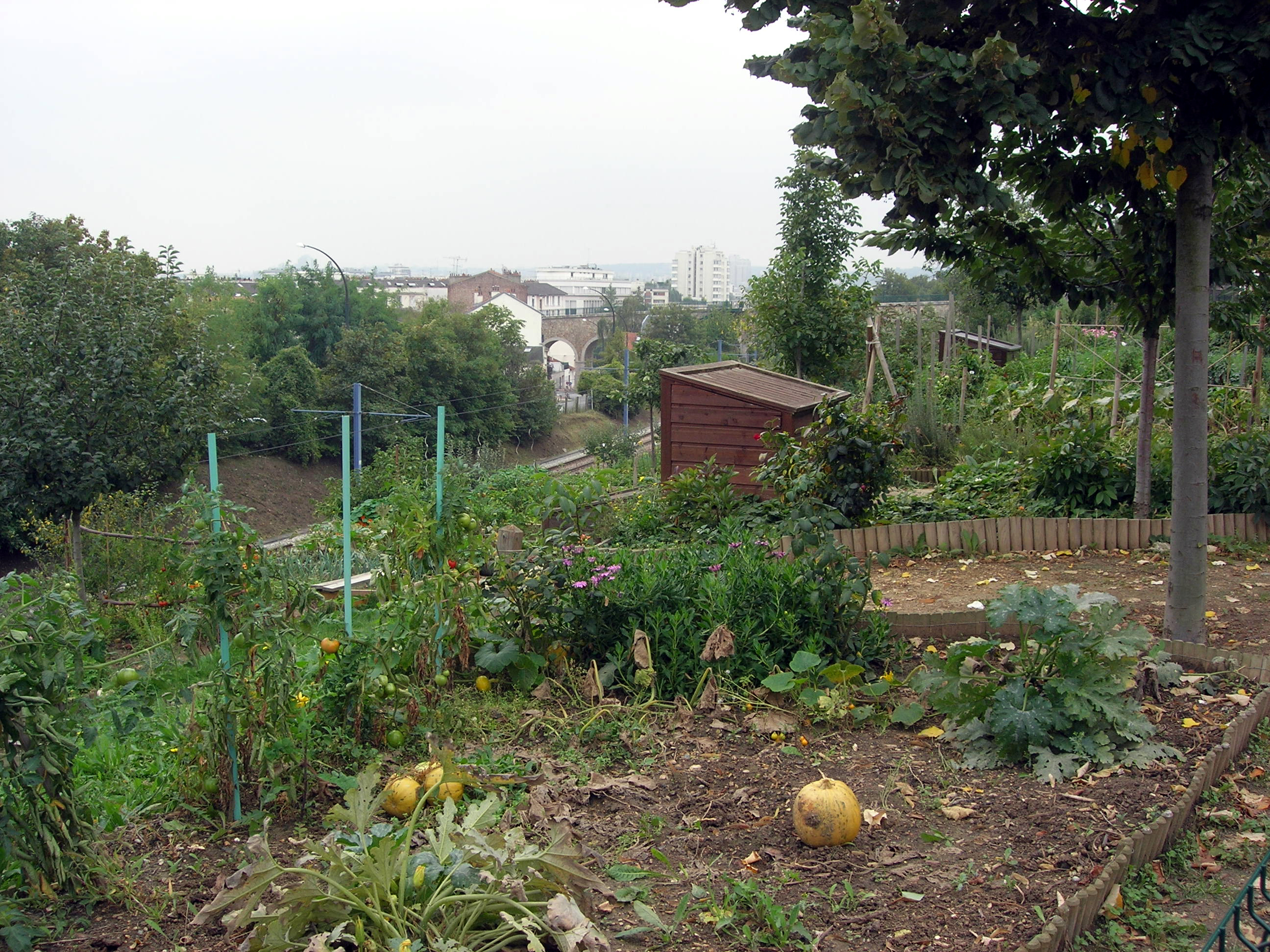
Jardin ouvrier à Saint-Cloud.

Chaque année, différents concours sont organisés afin de valoriser des jardins familiaux, ou des ensembles de jardins familiaux, tant au niveau local, qu’au niveau national.
Au niveau national, le Conseil national des villes et villages fleuris délivre chaque année un prix spécial intitulé « Prix du fleurissement des jardins collectifs et familiaux ». Ce prix récompense une commune ayant réalisé une politique remarquable de jardins familiaux collectifs fleuris et accessibles au public.
Dans le cadre du Concours national des jardins potagers, organisé conjointement par la SNHF, le Semae (ex GNIS) et Jardinot, une catégorie est réservée aux jardins collectifs et familiaux, et permet de récompenser les plus méritants d'entre eux.
Peu à peu, des critères tels que la biodiversité au jardin, l'absence d'espèces invasives, l'usage de pratiques du biocontrôle, de l'agriculture biologique ou raisonnée, sont pris en compte dans ces jardins.

### Pays-Bas

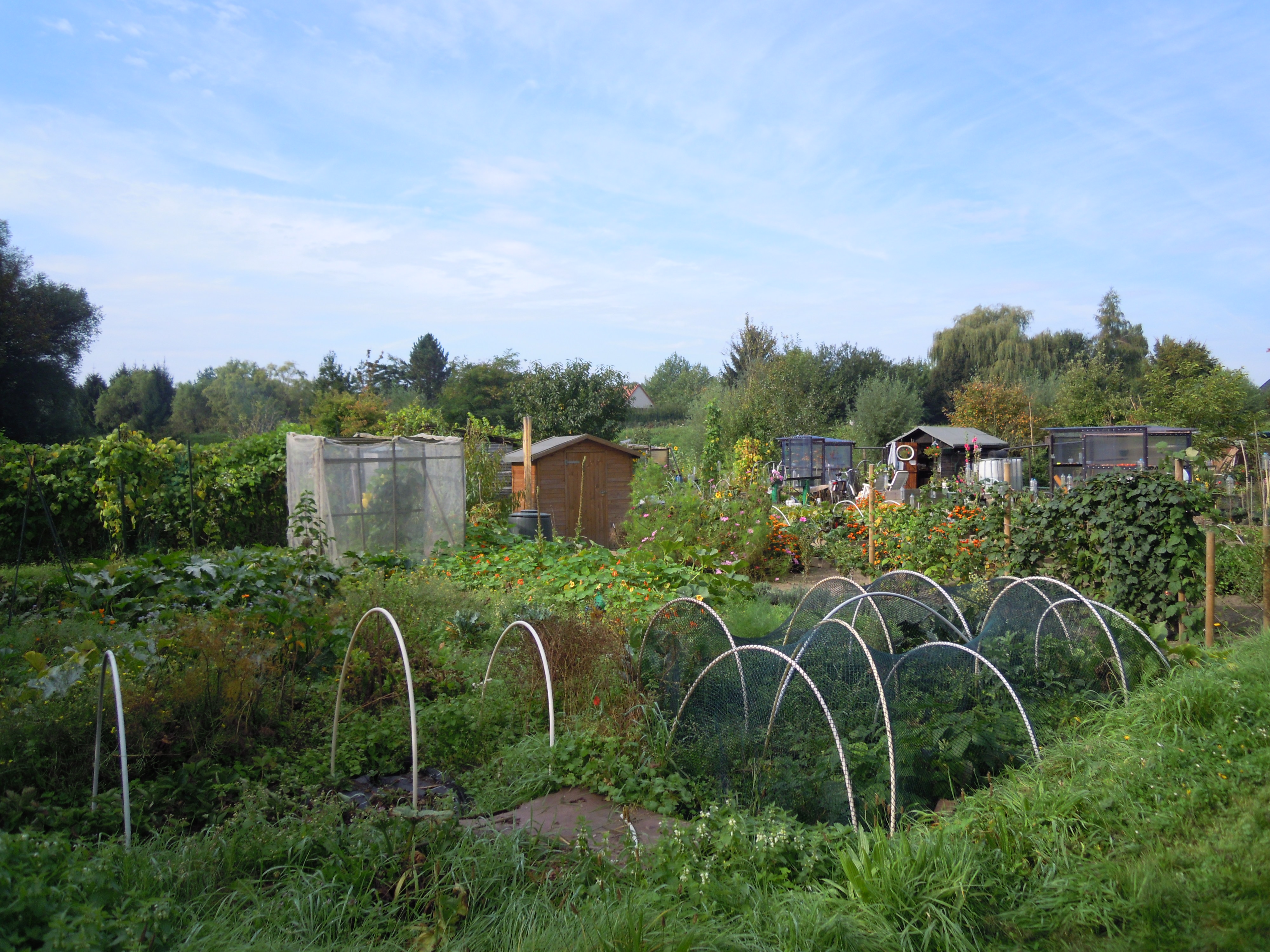
Jardins familiaux à Dordrecht, 2014.

En 1928, les associations existent au niveau national grâce à la Algemeen Verbond van Volkstuindersverenigingen in Nederland (AVVN) (Confédération générale des associations de jardiniers familiaux aux Pays-Bas). Pendant la Seconde Guerre mondiale, les exploitants de ces jardins demandent à diriger eux-mêmes les associations concernant ces jardins.
Jusqu'aux années 1950, les jardins ont été utilisés principalement pour produire des légumes. Depuis, ils sont plutôt devenus une occupation de loisir. Selon les municipalités et les associations, des petits hangars, des serres ou des cabanes, ou même un petit logement estival sont autorisés.
Il existe aux Pays-Bas 240 000 jardins ouvriers et environ 1 000 associations les concernant
.

### Royaume-Uni

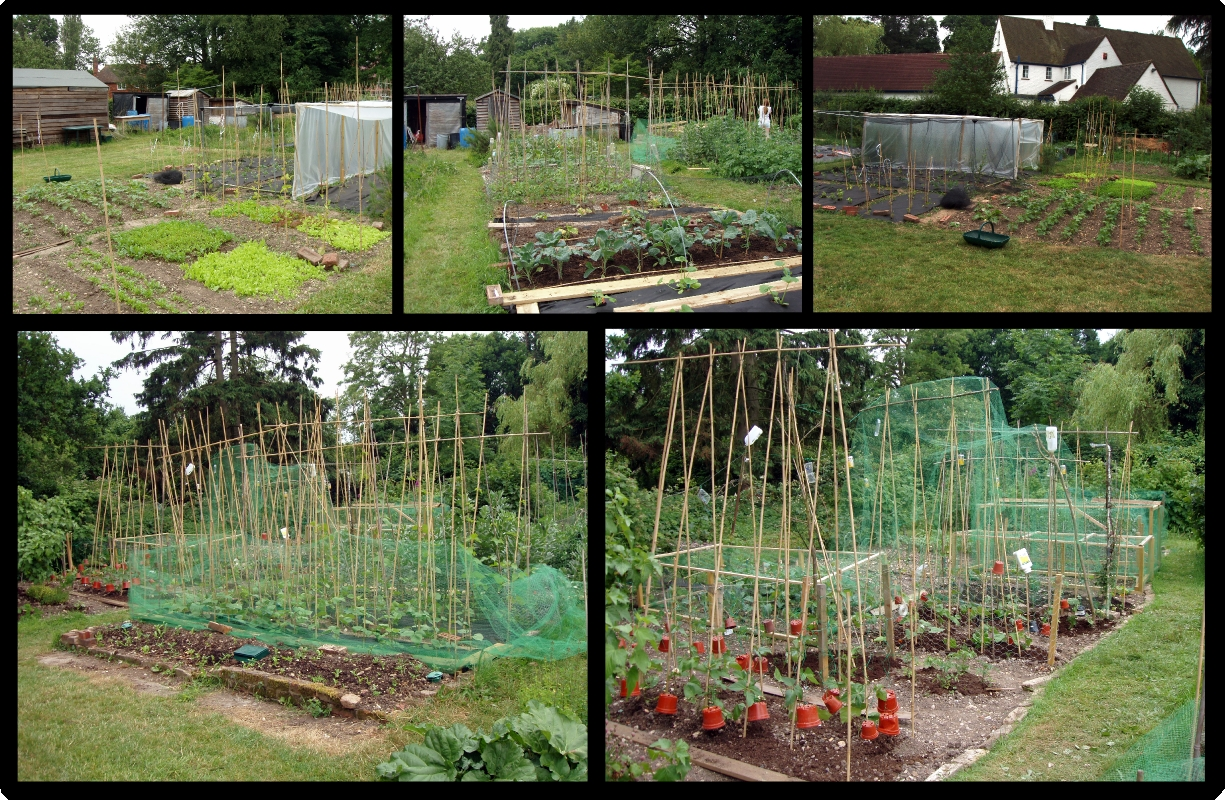
Allotment dans le village de Jordans, Buckinghamshire.

Le mot allotment est apparu à la fin du XVIe siècle avec l'allocation de parcelles de terre attachées aux cottages d'ouvriers. Le plus vieil allotment, en Angleterre est considérée d'être celle du village de Great Somerford dans le Wiltshire. En 1809 son prêtre, le Révérend Stephen Demainbray qui était également le chapelain du roi George III, a obtenu de ce dernier 6 acres de terre au centre du village alloués à perpétuité aux ouvriers pauvres de sa paroisse.
Les allotments ont connu un regain de popularité pendant les périodes de guerre notamment pendant les deux guerres mondiales avec les jardins de la victoire. Il est estimé qu'il y a eu environ 1 400 000 allotments en 1943. Le roi George VI a ordonné qu'une partie des jardins du palais de Buckingham et du château de Windsor soit transformée en jardins potagers afin d'aider avec la production de fruits et légumes et d'encourager le peuple britannique à faire de même. Pendant la période de rationnement post-guerre les allotments sont restées populaires mais ont connu un déclin par la suite.

### Russie

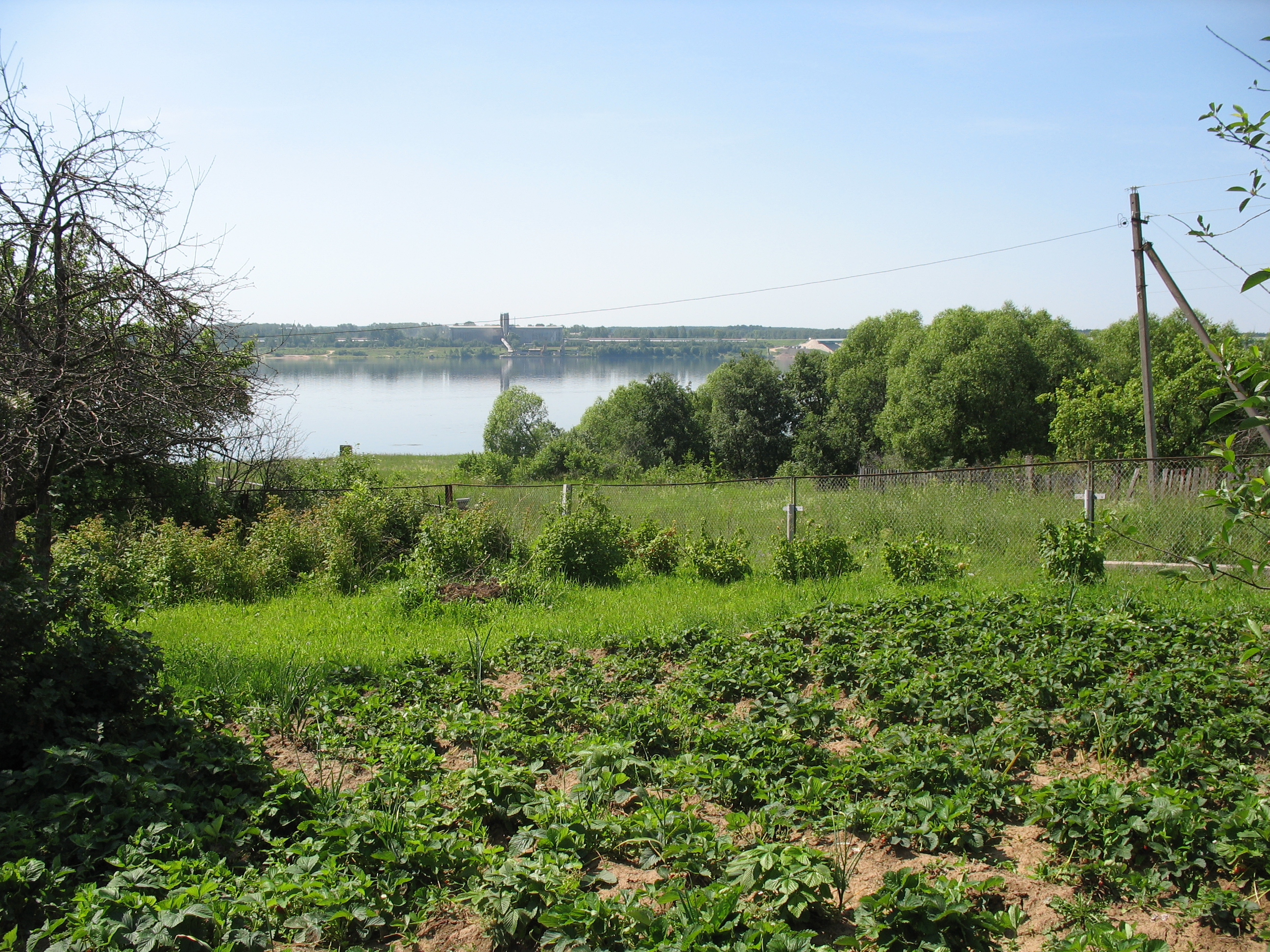
Jardins potagers dans l'oblast d'Ivanovo, 2010.

En Russie, les jardins collectifs, qui prolongent la tradition séculaire de la datcha, apparaissent autour des villes à l'époque soviétique pour remédier aux pénuries alimentaires. Ces jardins, comme les lopins familiaux ruraux, échappent en partie au contrôle étatique et sont considérés par le régime communiste comme idéologiquement suspects mais nécessaires. Ils sont gérés par les entreprises d’État et destinés, en principe, aux loisirs et à l'autoconsommation et non à la vente. La population urbaine est en grande partie proche de ses racines rurales avec l'expérience du travail des champs. L'État s'est longtemps opposé à la construction de maisonnettes dans les espaces de jardinage, interdites, jusqu'en 1966, à moins de 50 km de la ville. Leur taille est toujours limitée à 25 m2 de bâti et 12 m2 de véranda.
Dans les années 1990, la chute du régime soviétique et l'effondrement de l'économie étatique entraînent un retour massif aux pratiques horticoles : les salaires des fonctionnaires sont payés avec des mois de retard et amputés par l'inflation. La privatisation de l'économie et les modifications de l'espace urbain entraînent de nombreux changements dans leur statut et beaucoup de jardins sont abandonnés. En 1998, ils deviennent des « collectifs de jardins non commerciaux » (en russe : Sadovye Nekommertcheskie Tovarichestva). Ce sont des regroupements de parcelles familiales, de l'ordre de 600 m2. En 2011, on compte 73 000 collectifs associant 54 à 67 % de la population urbaine. En 2008, 56 à 70 millions de citadins ont accès à 40 454 000 parcelles individuelles ou familiales.

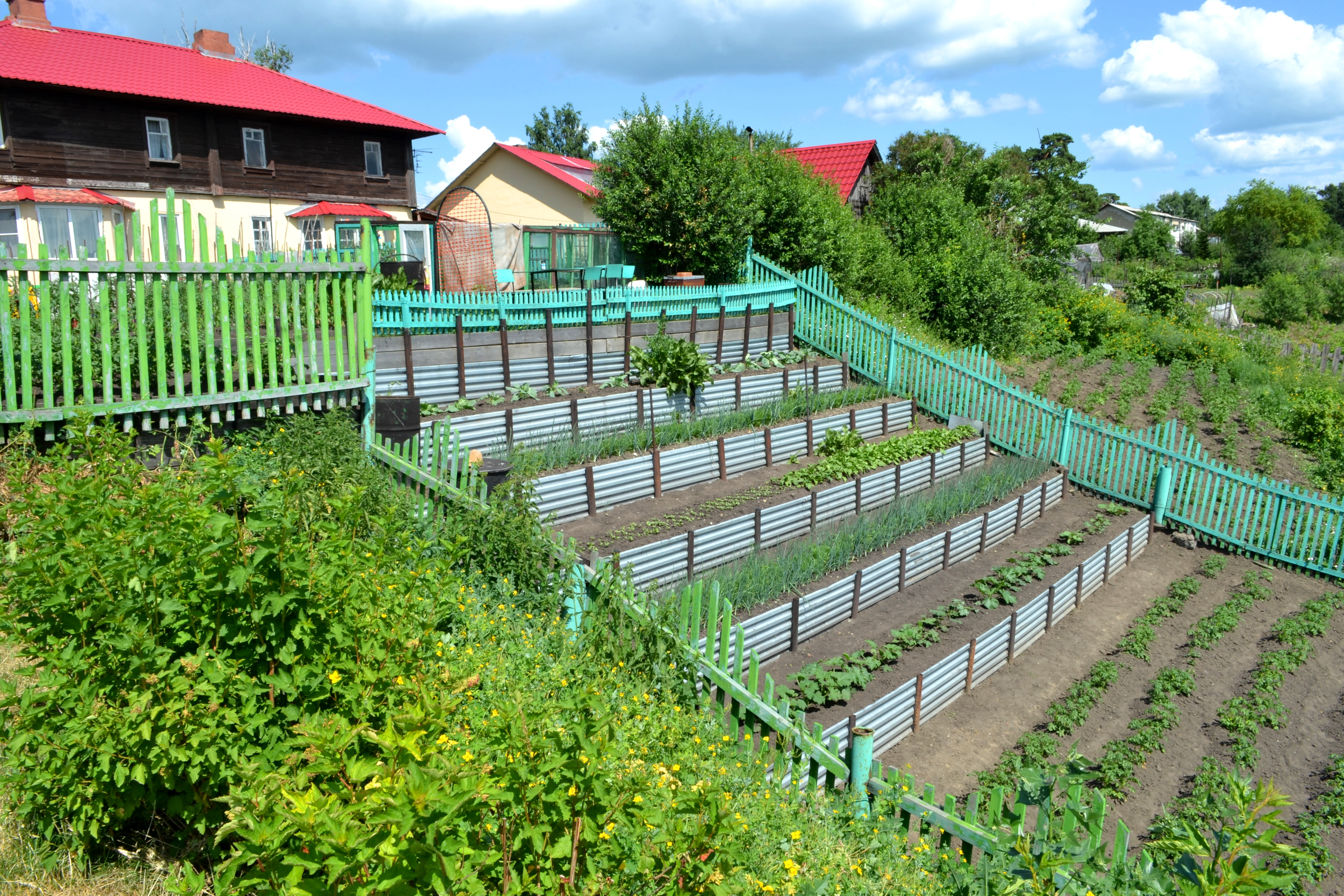
Maisons de techniciens et jardins potagers dans le Kouzbass, 2014.

Les jardiniers (en russe : datchniki) exploitent souvent des terres pauvres, escarpées ou le long des axes de communication, se prêtant mal à l'agriculture commerciale. Ils pratiquent différentes formes d'horticulture : légumes, baies, fleurs. Ils utilisent peu d'intrants mais alternent les cultures pour éviter l'épuisement des sols. La forte fréquentation de ces espaces pendant la belle saison crée des problèmes d'environnement (déchets, incendies, etc.). Les citadins aisés ont tendance à réduire la part des cultures vivrières et à transformer leur parcelle en résidence d'été (en russe : cottage) avec gazon et piscines. L'habitation peut devenir permanente et débouche sur une urbanisation des terrains horticoles. Un collectif de Kazan, bien situé au bord de la Volga, devient ainsi un quartier de l'élite urbaine. La périphérie de Moscou a aussi ses quartiers de « nouveaux russes » enrichis.
Au contraire, les datchniki moins aisés s'opposent aux aménagements comme l’installation du gaz et de l'électricité qui entraîneraient une hausse des cotisations.
En 2008, un jugement de la Cour constitutionnelle de la fédération de Russie autorise à déclarer sa résidence principale dans sa maisonnette de jardin lorsqu'elle satisfait aux conditions de confort et salubrité. Mais leur statut reste contesté. Depuis 2014, les terrains horticoles sont considérés comme espaces résidentiels et soumis à la taxe d'habitation.

### Suède
En Suède, les jardins (Koloniträdgårdar) sont souvent utilisés comme chalets d'été avec des chalets entièrement équipés. Pour éviter la hausse des prix, il est interdit d'y séjourner pendant l'hiver[réf. souhaitée].